# 4827 Dares
4827 Dares eller 1988 QE är en trojansk asteroid i Jupiters lagrangepunkt L5. Den upptäcktes 17 augusti 1988 av den amerikanska astronomen Carolyn S. Shoemaker vid Palomar-observatoriet. Den är uppkallad efter Dares Phrygius i den grekiska mytologin.
Asteroiden har en diameter på ungefär 42 kilometer.